# 제럴드 무어

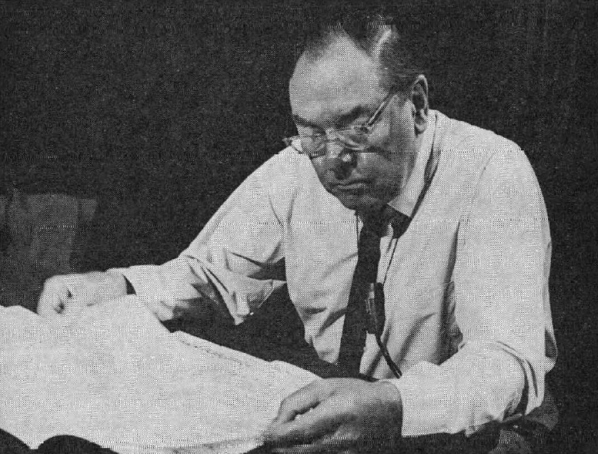

제럴드 무어(Gerald Moore, CBE, 1899년 7월 30일~1987년 3월 13일)는 영국의 피아니스트이다.
반주자이자 실내악 주자이기도 했다. 왓퍼드 태생으로 샐랴빈·피셔디스카우·슈바츠코프 등과 편성되어 성악과 기악을 불문하고 반주 피아니스트로서는 손꼽히는 인물이었다. 1967년 2월 은퇴하였다. 반주자로서의 저작 〈The Unashamed Accompanist〉가 있다.
1954년 대영 제국 훈장 3등급(CBE)을 받았다.